# Scarcella
La scarcella, conosciuta in alcune zone anche come scariella, squarcella, scarcedda, oppure ancora con il nome di corrucolo, è un dolce pasquale originario della cucina pugliese foggiana ma conosciuto in tutta la regione e preparato in altre nazioni in cui i ricchi ne hanno tramandato la ricetta. Il prodotto è stato riconosciuto e inserito nell'elenco dei prodotti agroalimentari tradizionali (PAT) stilato dal ministero delle politiche agricole e forestali.

## Descrizione
È un dolce pasquale tipicamente pugliese, originario della città di Manfredonia e della provincia di Foggia. Ha la forma di una ruota (ciambella se si traduce letteralmente la parola scarcella). Questa viene ricoperta di glassa bianca su cui poi vengono adagiati dei piccoli ovetti in cioccolata a scopo decorativo o anche semplicemente delle perline color argento o multicolore. La forma rotonda del dolce in questione affonda le sue radici in un passato molto remoto. Si ritiene che la forma tonda abbia attinenza con la fortuna; inoltre, la scarcella è un dolce che simboleggia la nascita di una nuova vita (da cui poi l'usanza di decorarla con degli ovetti).
Diffusa altresì la tradizione della scarcella decorata con semplici uova sode (quindi non in cioccolata) o addirittura uova dipinte a mano dalle massaie stesse quasi a testimoniare una vena artistica di altri tempi oramai perduti. La preparazione e la cottura in forno delle scarcelle avviene durante la Settimana Santa o addirittura durante la settimana precedente quella in questione. È un dolce il cui profumo pervadeva e pervade le case e le strade durante la settimana di Pasqua soprattutto per via dell'uso dell'ammoniaca. Molto popolare inoltre è l'uso della scorza grattugiata del limone al fine di donare alla scarcella un sapore più aromatizzato.

## Preparazione
Esistono diverse varianti della scarcella, ognuna delle quali richiede una differente preparazione. Elementi comuni a tutte le scarcelle sono la caratteristica pasta frolla di cui sono fatte composta da uova, farina, latte e olio, a cui si può aggiungere la scorza di limone nonché l'essere decorate con motivi pasquali, soprattutto con uova, anche di cioccolato. Spostandosi da paese a paese, tuttavia, è possibile imbattersi in scarcelle ricoperte di glassa di zucchero o semplicemente decorate con un uovo sodo o ancora scarcelle ripiene o non ripiene. Per le scarcelle ripiene, oggettivamente più elaborate di quelle non ripiene, la preparazione è la seguente: si stende un disco di pasta frolla su una teglia da forno, quindi si stende su questo uno strato di marmellata (solitamente di prugna o amarene) ed un abbondante strato di una particolare pasta di mandorle ottenuta mescolando mandorle finemente tritate a zucchero e uova; si ricopre il tutto con un ulteriore disco di pasta frolla e si cuoce in forno. Dopo il raffreddamento, si passa alla glassatura e decorazione.